# Liste der Einträge im National Register of Historic Places im Trinity County (Texas)
Die Liste der Registered Historic Places im Trinity County führt alle Bauwerke und historischen Stätten im texanischen Trinity County auf, die in das National Register of Historic Places aufgenommen wurden.

## Aktuelle Einträge
| [ 1 ] | Name                                     | Bild                 | Eintragsdatum                 | Lage                                                                  | Ort       | Beschreibung                                       |
| ----- | ---------------------------------------- | -------------------- | ----------------------------- | --------------------------------------------------------------------- | --------- | -------------------------------------------------- |
| 1     | Ebenezer Alden House                     | Ebenezer Alden House | 10. Aug. 2005 ID-Nr. 05000865 | 100 W. San Jacinto 30° 56′ 33,7″ N, 95° 22′ 31″ W                     | Trinity   | Schulhaus                                          |
| 2     | Riverside Swinging Bridge                | weitere Bilder       | 12. Sep. 1979 ID-Nr. 79003020 | NE of Riverside 30° 51′ 26″ N, 95° 23′ 46″ W                          | Riverside | Verbindet das Trinity County mit dem Walker County |
| 3     | State Highway 19 Bridge at Trinity River | weitere Bilder       | 1. Dez. 2004 ID-Nr. 04001290  | TX 19, on the Trinity/Walker county line 30° 51′ 35″ N, 95° 23′ 55″ W | Riverside | Verbindet das Trinity County mit dem Walker County |
| 4     | Trinity County Courthouse Square         | weitere Bilder       | 10. Sep. 2004 ID-Nr. 04000946 | 162 W. First St., US 287 at TX 94 31° 3′ 21″ N, 95° 7′ 33″ W          | Groveton  | Gerichtsgebäude                                    |